# När världsriken vacklar och störtar i grus
När världsriken vacklar och störtar i grus är en sång från 1915 med text och musik av Hall Mack. Sången översattes 1940 till svenska av officeren i Frälsningsarmén Kristian M Fristrup

## Publicerad i
- Frälsningsarméns sångbok 1968 som nr 412 under rubriken "Det Kristna Livet - Erfarenhet och vittnesbörd".
- Frälsningsarméns sångbok 1990 som nr 586 under rubriken "Erfarenhet och vittnesbörd".